# Ejército del Potomac (confederado)
El Ejército del Potomac fue un Ejército de los Estados Confederados que combatió en las primeras fases de la guerra civil estadounidense. En los primeros años de la contienda, el ejército estaba comandado por el general de brigada P. G. T. Beauregard. Su principal acción en combate fue la Primera batalla de Bull Run.
El ejército, con este nombre, tuvo una corta vida, ya que después de Bull Run, el Ejército del Shenandoah se fusionó en el Ejército del Potomac, tomando el mando el general Joseph E. Johnston, que mandaba el ejército del Shenandoah. El ejército fue renombrado como el Ejército de Virginia del Norte el 14 de marzo de 1862, y el ejército original de Beuregard finalmente se convirtió en el Primer Cuerpo del Ejército de Virginia del Norte.